# Juan Pablo González
Juan Pablo González Crespo (ur. 21 stycznia 1992) – hiszpański zapaśnik walczący w stylu wolnym. Zajął 24 miejsce na mistrzostwach świata w 2015. Siódmy na mistrzostwach Europy w 2018. Czternasty w indywidualnym Pucharze Świata w 2020. Piąty na igrzyskach śródziemnomorskich w 2013 i 2018; dziewiąty w 2022. Mistrz śródziemnomorski w 2015 i 2016 roku.